# Первое Мая (Алатырский район)
Пе́рвое Ма́я (чув. Первое Мая) — опустевший посёлок Алатырского района Чувашской Республики. Относится к Междуреченскому сельскому поселению.

## География
Посёлок расположен в 35 км по автодорогам к северу от районного центра Алатыря и в 10 км к северо-востоку от центра поселения. Ближайшая железнодорожная станция — Алатырь. Посёлок находится на левом берегу реки Кармала.

## История
Посёлок основан в 1927 году переселенцами из села Сурский Майдан как Новые Выселки, в 1931 году (по другим данным — в 1932-м) образован колхоз «1 Мая», в честь которого посёлок получил новое название. Занимались сельским хозяйством, в том числе животноводством, а в 40-х годах кролиководством. В 1937 году появилась плотина и местная электростанция. Сельскохозяйственные работы проводились при помощи лошадей, которых было 60 голов. В середине 50-х годов колхоз объединился с колхозом им. Жданова. В поселке были начальная школа, колхозный клуб, детские ясли, магазин, медпункт. С 2000-х годов посёлок опустел.

### Административная принадлежность
До 2004 года посёлок относился к Сурско-Майданскому сельсовету Алатырского района (в 1935—1956 годах — Кувакинского района).

## Население
| 2010 | 2012 |
| ---- | ---- |
| 0    | ↗2   |

Число дворов и жителей:
- 1939 — 55 дворов, 99 мужчин, 140 женщин.
- 1979 — 8 мужчин, 23 женщины.
- 2002 — 2 двора, 3 мужчины (русские)[6].
- 2010 — постоянных жителей нет[2].

## Современное состояние
В настоящее время посёлок почти прекратил существование, сохранилось лишь несколько домов.